# شهيد دلي بجك (تشنار)
شهید دلي بجك (بالفارسية: شهیددلی بجک) هي قرية تقع في إيران في قسم تشنار الريفي.